# Jens Seipenbusch
Jens Seipenbusch (n. 6 august 1968, Wuppertal, RFG) este un om politic și fizician german, a fost lider al Partidului Piraților din Germania  (PIRATEN). Seipenbusch a studiat fizica la Universitatea din Münster.